# لا ريوخا (محافظة)
محافظة لا ريوخا هي إحدى محافظات الأرجنتين تنقسم إلى 18 مقاطعة صغيرة يطلق عليها اسم حزب.

## أعلام
- ريكاردو مويانو

## روابط إضافية
- Gobierno de La Rioja Official website